# Живачівська сільська рада
Живачівська сільська рада — колишній орган місцевого самоврядування у Тлумацькому районі Івано-Франківської області з адміністративним центром у с. Живачів.

## Загальні відомості
Водоймища на території, підпорядкованій даній раді: річка Дністер.

## Населені пункти
Сільській раді були підпорядковані населені пункти:
- с. Живачів

## Склад ради
Рада складалася з 16 депутатів та голови.

### Керівний склад ради
| ПІБ                     | Основні відомості                                                               | Дата обрання | Дата звільнення |
| ----------------------- | ------------------------------------------------------------------------------- | ------------ | --------------- |
| Дяків Катерина Петрівна | Сільський голова, 1957 року народження, освіта, позапартійна                    | 26.03.2006   | 31.10.2010      |
| Шевчук Павло Іванович   | Сільський голова, 1974 року народження, освіта середня спеціальна, безпартійний | 31.10.2010   |                 |

Примітка: таблиця складена за даними джерела